# Jon Hall (acteur)
Pour les articles homonymes, voir Jon Hall, Hall et Locher.
Jon Hall (Charles Hall Locher) est un acteur et réalisateur américain né à Fresno (Californie) États-Unis, le 26 février 1915 et mort le 13 décembre 1979 à North Hollywood, (Californie) États-Unis. 

## Filmographie

### Cinéma
- 1935 : Women Must Dress (en) de Reginald Barker : Charles Locher
- 1935 : Le Mirage de l'amour d'Alfred E. Green : Un chauffeur (non crédité)
- 1935 : Charlie Chan à Shanghaï (Charlie Chan in Shanghai) de James Tinling : Philip Nash
- 1936 : The Lion Man de John P. McCarthy : Ed Lion
- 1936 : Mind Your Own Business de Norman Z. McLeod : Un maître scout
- 1936 : The Mysterious Avenger de David Selman : Lafe Lockhart
- 1936 : The Amazing Exploits of the Clutching Hand (en) d'Albert Herman : Frank Hobart
- 1936 : La Ville fantôme (Winds of the Wasteland) de Mack V. Wright : Jim, un cavalier du Pony Express
- 1937 : Hurricane de John Ford : Terangi
- 1940 : Pago Pago, île enchantée (South of Pago Pago) d'Alfred E. Green : Kehane
- 1940 : Les Aventures de Kit Carson (Kit Carson) de George B. Seitz : Kit Carson
- 1940 : Poings de fer, cœur d'or (Sailor's Lady) d'Allan Dwan : Danny Malone
- 1941 : Aloma, princesse des îles (Aloma of the South Seas) de Alfred Santell : Tanoa
- 1942 : Tamara de Tahiti (The Tuttles of Tahiti) de Charles Vidor : Chester
- 1942 : L'Agent invisible d'Edwin L. Marin : Frank Raymond
- 1942 : L'Escadrille des aigles (Eagle Squadron) d' Arthur Lubin : Hank Starr
- 1942 : Les Mille et Une Nuits (Arabian Nights) de John Rawlins : Haroun Al-Raschid
- 1943 : La Sauvagesse blanche (White Savage) de Arthur Lubin : Kaloe
- 1944 : Ali Baba et les Quarante Voleurs (Ali Baba and the Forty Thieves) d'Arthur Lubin : Ali Baba
- 1944 : Les Nuits ensorcelées (Lady in the dark) de Mitchell Leisen : Randy Curtis
- 1944 : Le Signe du cobra (Cobra Woman) de Robert Siodmak : Ramu
- 1944 : La Vengeance de l'homme invisible de Ford Beebe : Robert Griffin
- 1944 : La Fière Tzigane (Gypsy Wildcat) de Roy William Neill : Michael
- 1944 : San Diego I Love You de Reginald Le Borg : John Thompson Caldwell IV
- 1945 : Soudan (Sudan) de John Rawlins : Merab
- 1945 : Men in Her Diary de Charles Barton : Randolph Glenning
- 1947 : The Michigan Kid de Ray Taylor : Michigan Kid Jim Rowen
- 1947 : Le retour des vigilantes (The Vigilantes Return) de Ray Taylor : Marshal Johnnie Taggart
- 1947 : Le Dernier des peaux-rouges (Last of the Redmen) de George Sherman : Maj. Duncan Heyward
- 1948 : Le Prince des voleurs (The Prince of Thieves) de Howard Bretherton : Robin deq bois
- 1949 : The Mutineers de Jean Yarbrough : Nick Shaw
- 1949 : L'inconnu aux 2 colts (Deputy Marshal) de William Berke : Ed Garry
- 1949 : Zamba de William Berke : Steve
- 1950 : On the Isle of Samoa de William Berke
- 1951 : Corsaire de Chine (China Corsair) de Ray Nazarro : McMillan
- 1951 : La Hache de la vengeance (When the Redskins Rode) de Lew Landers : Prince Hannoc
- 1951 : Hurricane Island de Lew Landers : Capt. Carlos Montalvo
- 1952 : La levée des Tomahawks (en) (Brave Warrior) de Spencer Gordon Bennet : Steve Ruddell
- 1952 : Last Train from Bombay de Fred F. Sears : Martin Viking
- 1957 : Hell Ship Mutiny de Lee Sholem et Elmo Williams : Capt. Jim Knight
- 1959 : Forbidden Island de Charles B. Griffith : Dave Courtney
- 1965 : Beach Girls and the Monster de Jon Hall : Dr. Otto Lindsay

### Télévision
- 1953-1954 : Ramar of the Jungle (Série TV) : Dr. Tom 'Ramar' Reynolds
- 1957 : Casey Jones (Série TV) : Un tireur #1
- 1963 et 1965 : Perry Mason (Série TV) : Max Randall / Lt. Kia

### Réalisateur
- 1965 : Beach Girls and the Monster
- 1966 : The Navy vs the Night Monsters (non crédité)